# Miha Mazzini
Miha Mazzini (* 3. června 1961 Jesenice) je slovinský spisovatel, scenárista a filmový režisér. V češtině vyšel jeho román Kralj ropotajočih duhov (Já, Tito a gramofon) v překladu Kristýny Pellarové. Tento překlad byl oceněném Cenou Josefa Jungmanna. Knihu Mazzini napsal podle svého scénáře k filmu Sladke sanje (Sladké snění), který měl premiéru ve stejném roce, kdy vyšel román (2001) a který byl oceněn na filmovém festivalu v Portoroži cenou za nejlepší scénář.

## Vybraná díla
- Drobtinice (Drobečky, 1987) – román (zfilmován pod názvem Operace Cartier, 1991)
- Zbiralec imen (Sběratel jmen, 1993) – román
- Telesni čuvaj (Tělesný strážce, 2000) – román
- Kralj ropotajočih duhov (Král rámusících duchů, 2001; v češtině jako Já, Tito a gramofon 2005)

### České překlady
- Já, Tito a gramofon, přeložila Kristina Pellarová, Praha : Argo, 2005, ISBN 80-7203-717-X